# ناتان بيريرا
ناتان بيريرا (26 يونيو 1992 في البرازيل - ) هو لاعب كرة قدم برازيلي في مركز الهجوم. لعب مع نادي أفاي لكرة القدم وImbituba Futebol Clube ‏.

## وصلات خارجية
- ناتان بيريرا على موقع قاعدة بيانات كرة القدم.إي يو (الإنجليزية)
- ناتان بيريرا على موقع Soccerway.com (الإنجليزية)